# Oscaruddelingen 1939
Oscaruddelingen 1939 var den 11. oscaruddeling, hvor de bedste film fra 1938 blev hædret med en oscarstatuette af Academy of Motion Picture Arts and Sciences. Uddelingen fandt sted 23. februar på Biltmore Hotel i Los Angeles, USA. Det var første gang uddelingen ikke havde nogen officiel vært, og førsta gang at en udenlandsk film, Renoirs (La Grand Illusion), var nomineret til Bedste film. 
Det var første gang i Oscaruddelingens historie at tre ud af fire skuespillerpriser blev vundet af skuespillere der allerede havde vundet en Oscar før. Derudover var Spencer Tracy den første der vandt to år i træk.

## Priser
| Bedste Film | Bedste Instruktør |
| --- | --- |
| - Du kan ikke tage det med dig - Robin Hood - Alexander's Ragtime Band - Drengebyen - Boren - Fire døtre - La Grand Illusion - Jezebel - Pygmalion - Vor tids helte | - Frank Capra – Du kan ikke tage det med dig - Michael Curtiz – Angels with Dirty Faces - Michael Curtiz – Fire døtre - Norman Taurog – Drengebyen - King Vidor – Borgen |
| Bedste Mandlige Hovedrolle | Bedste Kvindelige Hovedrolle |
| - Spencer Tracy – Drengebyen - Charles Boyer – Algier - James Cagney – Angels with Dirty Faces - Robert Donat – Borgen - Leslie Howard – Pygmalion | - Bette Davis – Jezebel - Fay Bainter – Hvide bannere - Wendy Hiller – Pygmalion - Norma Shearer – Marie Antoinette - Margaret Sullavan – Kammerater |
| Bedste Mandlige Birolle | Bedste Kvindelige Birolle |
| - Walter Brennan – Kentucky - John Garfield – Fire døtre - Gene Lockhart – Algier - Robert Morley – Marie Antoinette - Basil Rathbone – Hvis jeg var konge | - Fay Bainter – Jezebel - Beulah Bondi – Of Human Hearts - Billie Burke – En skør familie - Spring Byington – Du kan ikke tage det med dig - Miliza Korjus – The Great Waltz |
| Bedste Historie | Bedste Filmatisering |
| - Drengebyen – Eleanore Griffin og Dore Schary - Alexander's Ragtime Band – Irving Berlin - Angels with Dirty Faces – Rowland Brown - Den tossede alder – Marcella Burke og Frederick Kohner - Blokade – John Howard Lawson - Vor tids helte – Frank Wead | - Pygmalion – George Bernard Shaw, Ian Dalrymple, Cecil Lewis og W. P. Lipscomb - Fire døtre – Lenore Coffee and Julius J. Epstein - Borgen – Ian Dalrymple, Elizabeth Hill og Frank Wead - Drengebyen – John Meehan og Dore Schary - Du kan ikke tage det med dig – Robert Riskin |
| Bedste Kortfilm, One-Reel | Bedste Kortfilm, Two-Reel |
| - That Mothers Might Live – MGM - The Great Heart – MGM - Timber Toppers – 20th Century Fox | - Declaration of Independence – Warner Bros. - Swingtime in the Movies – Warner Bros. - They're Always Caught – MGM |
| Bedste Animerede Kortfilm | Bedste Musik |
| - Ferdinand the Bull – Walt Disney Productions and RKO Radio - Brave Little Tailor – Walt Disney Productions and RKO Radio - Good Scouts – Walt Disney Productions and RKO Radio - Hunky and Spunky – Paramount - Mother Goose Goes Hollywood – Walt Disney Productions and RKO Radio | - Alexander's Ragtime Band – Alfred Newman - Vågn op Amanda – Victor Baravalle - Storm Over Bengal – Cy Feuer - Den forsvundne arving – Marvin Hatley - Tropic Holiday – Boris Morros - Goldwyn Follies – Alfred Newman - Den tossede alder – Charles Previn og Frank Skinner - Jezebel – Max Steiner - Hendes hemmelighed – Morris Stoloff og Gregory Stone - Sweethearts – Herbert Stothart - Den letsindige familie – Franz Waxman |
| Bedste Originale Musik | Bedste Sang |
| - Robin Hood – Erich Wolfgang Korngold - Pacific Liner – Russell Bennett - Hvis jeg var konge – Richard Hageman - To fjolser – Marvin Hatley - Blokade – Werner Janssen - Ham og ingen anden – Alfred Newman - Suez – Louis Silvers - Marie Antoinette – Herbert Stothart - Den letsindige familie – Franz Waxman - Army Girl – Victor Young - Breaking the Ice – Victor Young | - "Thanks for the Memory" fra The Big Broadcast of 1938 – Musik af Ralph Rainger; Tekst af Leo Robin - "Always and Always" from Mannequin – Musik af Edward Ward; Tekst af Chet Forrest og Bob Wright - "Change Partners" fra Vågn op Amanda – Musik og Tekst af Irving Berlin - "The Cowboy and the Lady" fra Ham og ingen anden – Musik af Lionel Newman; Tekst af Arthur Quenzer - "Dust" fra Under Western Stars – Musik og Tekst af Johnny Marvin - "Jeepers Creepers" fra Alle kneb gælder – Musik af Harry Warren; Tekst af Johnny Mercer - "Merrily We Live" fra En skør familie – Musik af Phil Charig; Tekst af Arthur Quenzer - "A Mist Over the Moon" fra The Lady Objects – Musik af Ben Oakland; Tekst af Oscar Hammerstein II - "My Own" from That Certain Age – Musik af Jimmy McHugh; Tekst af Harold Adamson - "Now It Can Be Told" fra Alexander's Ragtime Band – Musik og Tekst af Irving Berlin |
| Bedste Scenografi | Bedste Fotografering |
| - Robin Hood – Carl J. Weyl - Goldwyn Follies – Richard Day - Hvis jeg var konge – Hans Dreier og John B. Goodman - Marie Antoinette – Cedric Gibbons - Holiday – Stephen Goosson og Lionel Banks - En skør familie – Charles D. Hall - Alexander's Ragtime Band – Bernard Herzbrun og Boris Leven - Den tossede alder – Jack Otterson - Vågn op Amanda – Van Nest Polglase - Algier – Alexander Toluboff - Toms eventyr – Lyle Wheeler | - The Great Waltz – Joseph Ruttenberg - En skør familie – Norbert Brodine - En livlig dame – Robert de Grasse - Jezebel – Ernest Haller - Algier – James Wong Howe - Suez – Peverell Marley - Army Girl – Ernest Miller and Harry Wild - Korsaren – Victor Milner - Den letsindige familie – Leon Shamroy - Den tossede alder – Joseph Valentine - Du kan ikke tage det med dig – Joseph Walker |
| Bedste Lydoptagelse | Bedste Klipning |
| - Ham og ingen anden – Thomas T. Moulton, United Artists Studio Sound Department - Du kan ikke tage det med dig – John Livadary, Columbia Studio Sound Department - En skør familie – Elmer A. Raguse, Hal Roach Studio Sound Department - Sweethearts – Douglas Shearer, MGM Studio Sound Department - Hvis jeg var konge – Loren L. Ryder, Paramount Studio Sound Department - Army Girl – Charles L. Lootens, Republic Studio Sound Department - En livlig dame – John Aalberg, RKO Radio Studio Sound Department - Suez – Edmund H. Hansen, Fox Studio Sound Department - That Certain Age – Bernard B. Brown, Universal Studio Sound Department - Fire døtre – Nathan Levinson, Warner Bros. Studio Sound Department | - Robin Hood – Ralph Dawson - The Great Waltz – Tom Held - Vor tids helte – Tom Held - Du kan ikke tage det med dig – Gene Havlick - Alexander's Ragtime Band – Barbara McLean |

### Ærespriser
- Harry M. Warner
- Walt Disney
- Oliver Marsh and Allen Davey
- Gordon Jenning, Jan Domela, Dev Jennings, Irmin Roberts, Art Smith, Farciot Edouart, Loyal Griggs, Loren Ryder, Harry Mills, Louis H. Mesenkop and Walter Oberst
- J. Arthur Ball

### Irving G. Thalbergs mindepris
- Hal B. Wallis

### Ungdomsprisen
- Deanna Durbin
- Mickey Rooney

## Ekstern Henvisning
- Oscars legacys hjemmeside